# Камбаров, Турсун
Турсун Камбаров (узб. Tursun Qambarov; 1912 — 19 января 1986, Фергана, Узбекская ССР, СССР) — советский узбекский государственный и партийный деятель. Первый секретарь Ферганского обкома КП Узбекистана (1954—1962).

## Биография
Член ВКП(б) с 1939 г. В 1949 г. окончил Высшую партийную школу при ЦК ВКП(б).
- 1942—1945 гг. — первый секретарь Учкурганского райкома КП(б) Узбекистана, секретарь Наманганского областного комитета КП(б) Узбекистана по кадрам,
- 1945—1946 гг. — первый секретарь Наманганского областного комитета КП(б) Узбекистана,
- 1949—1950 гг. — первый секретарь Кара-Калпакского областного комитета КП(б) Узбекистана,
- 1950 г. — первый секретарь Самаркандского городского комитета КП(б) Узбекистана,
- 1950—1954 гг. — первый секретарь Самаркандского областного комитета КП(б) — КП Узбекистана,
- 1954—1962 гг. — первый секретарь Ферганского областного комитета КП Узбекистана.

Затем — начальник Ферганского областного управления коммунального хозяйства
Депутат Верховного Совета СССР 3-5 созывов.